# 메이저소나무밭쥐
메이저소나무밭쥐(Microtus majori)는 밭쥐속에 속하는 설치류의 일종이다. 캅카스 지역과 주변(러시아와 조지아, 아제르바이잔, 아르메니아, 터키, 이란) 지역에서 발견된다.